# Britt Lower
Brittney Leigh Lower (nació el 2 de agosto de 1985) es una actriz estadounidense conocida por sus papeles de Liz en Man Seeking Woman, Tanya Sitkowsky en Unforgettable y Helly en Severance.

## Primeros años
Lower nació en Heyworth, Illinois, hija de Steven Lower y la artista de pintura facial Mickey Lower. Lower obtuvo un Bachiller universitario en ciencias de Comunicación en la Universidad del Noroeste en el 2008.
Lower trabajó con Upright Citizens Brigade y ImprovOlympic.

## Filmografía
| Año       | Título                            | Rol                      | Notas                                                 |
| --------- | --------------------------------- | ------------------------ | ----------------------------------------------------- |
| 2010      | Big Lake                          | Meg                      | 7 episodes                                            |
| 2011–2014 | Unforgettable                     | Tanya Sitkowsky          | 13 episodes                                           |
| 2012      | A Gifted Man                      | Nina                     | Episode: In Case of (Re)Birth                         |
| 2012      | Law & Order: Special Victims Unit | Jess Hardwick            | Episode: Strange Beauty                               |
| 2013      | Beside Still Waters               | Olivia                   | Film                                                  |
| 2013      | Mutual Friends                    | Trish                    | Film                                                  |
| 2015–2017 | Man Seeking Woman                 | Liz Greenberg            | Series regular                                        |
| 2015      | Those People                      | Ursula                   | Film                                                  |
| 2015      | Sisters                           | Mrs. Geernt              | Film                                                  |
| 2016      | Bad Internet                      | Rayne                    | Episode: The Seven Billionth Wheel                    |
| 2016      | Casual                            | Sarah Finn               | Season 2; recurring                                   |
| 2016      | Domain                            | Phoenix/Kimberley Miller | Film                                                  |
| 2017      | Wrecked                           | Margot Wallace           | Episode: Ransom                                       |
| 2017      | Ghosted                           | Claire Jennifer          | Recurring                                             |
| 2017      | Future Man                        | Jeri Lang                | 4 episodes                                            |
| 2017      | Mr. Roosevelt                     | Celeste Jones            | Film                                                  |
| 2017      | Pillow Talk                       | Emma                     | 4 episodes                                            |
| 2018      | WASP                              | Desiree                  | Series regular                                        |
| 2018      | A Civilized Life                  | Jack                     | Short film                                            |
| 2019      | High Maintenance                  | Lee                      | 4 episodes                                            |
| 2019      | It's Always Sunny in Philadelphia | Lisa                     | Episode: The Gang Gets Romantic                       |
| 2020      | Holly Slept Over                  | Audra                    | Film                                                  |
| 2020      | Circus Person                     | Ava                      | Short film; also director                             |
| 2020      | The George Lucas Talk Show        | Herself                  | The Big Alakens Marathon Big Lake marathon fundraiser |
| 2022      | Severance                         | Helly                    | Series regular                                        |